# Classe Keystone State
 (août 2025).
Si vous disposez d'ouvrages ou d'articles de référence ou si vous connaissez des sites web de qualité traitant du thème abordé ici, merci de compléter l'article en donnant les références utiles à sa vérifiabilité et en les liant à la section « Notes et références ».
La classe Keystone State est une classe de sept navires-grues de la U.S. Maritime Administration Ready Reserve Force. Ces navires peuvent être rapidement activés pour répondre aux besoins de transport maritime militaire. Ces navires autonomes sont utiles dans les ports qui ont des installations portuaires limitées, endommagées ou non développées. Lorsqu'ils sont activés, ils passent sous le contrôle opérationnel du Military Sealift Command.

## Description
Ces navires-grues sont des porte-conteneurs convertis avec trois grues sur socle à double flèche qui peuvent soulever des conteneurs ou d'autres cargaisons depuis eux-mêmes ou de navires adjacents et déposer la cargaison sur une jetée ou un autre navire.

## Histoire
La marine américaine a converti dix cargos en grues, trois de classe Gopher State et sept de classe Keystone State, dont le premier a été achevé en 1984 et le dernier en 1997. Cinq des navires ont été déployés dans le golfe Persique en 1990–91. L'USNS Gopher State a agi en tant que navire de prépositionnement temporaire de l'armée en 1994. Quatre des dix navires ont été désactivés et transférés à la flotte de réserve.

## Liste des navires
- SS Keystone State (T-ACS-1)[1]
- SS Gem State (T-ACS-2)
- SS Grand Canyon State (T-ACS-3)
- SS Diamond State (T-ACS-7)
- SS Equality State (T-ACS-8)
- SS Green Mountain State (T-ACS-9)
- SS Beaver State (T-ACS-10)